# Eschbach-au-Val
Eschbach-au-Val település Franciaországban, Haut-Rhin megyében. Lakosainak száma 377 fő (2022. január 1.). Eschbach-au-Val Gueberschwihr, Wasserbourg, Griesbach-au-Val, Luttenbach-près-Munster és Munster községekkel határos.

## Népesség
A település népességének változása:
| Lakosok száma | 365  | 362  | 374  | 362  | 364  | 364  | 368  | 373  | 377  |
|               | 2013 | 2015 | 2016 | 2017 | 2018 | 2019 | 2020 | 2021 | 2022 |